# 強烈熱帶風暴派比安 (2024年)
強烈熱帶風暴派比安（英語：Severe Tropical Storm Prapiroon，國際編號：2404，聯合颱風警報中心：WP042024，菲律賓大氣地球物理和天文管理局：Butchoy）是2024年太平洋颱風季第4個被命名的風暴。「派比安」（พระพิรุณ）一名由泰國提供，意思是雨神。

## 發展過程
7月15日，一個熱帶擾動在菲律賓民答那峨島東方海域生成，美國海軍研究實驗室給予擾動編號91W。
7月19日上午8時，日本氣象廳將其升格為熱帶低氣壓。同時，聯合颱風警報中心將其評級提升為「中」。下午2時，日本氣象廳對其發布烈風警報。同時，台灣中央氣象署將其升格為熱帶低氣壓，給予編號TD04；中國中央氣象台、香港天文台和澳門氣象局亦將其升格為熱帶低氣壓。下午5時30分，聯合颱風警報中心將其評級提升為「高」，並對其發布熱帶氣旋形成警報。
7月20日凌晨2時，聯合颱風警報中心將其升格為熱帶低氣壓，給予熱帶氣旋編號04W。
7月21日凌晨2時，聯合颱風警報中心率先將其升格為熱帶風暴。上午8時，中國中央氣象台將其升格為熱帶風暴。上午11時，日本氣象廳將其升格為熱帶風暴，給予國際編號2404，並命名「派比安」。同時，香港天文台將其升格為熱帶風暴。中午12時，澳門氣象局將其升格為熱帶風暴。下午2時，台灣中央氣象署將其升格為輕度颱風。晚上8時，中國中央氣象台率先將其升格為強熱帶風暴。
7月22日凌晨1時30分，中國中央氣象台表示派比安已於海南省萬寧市沿海登陸，登陸時中心附近最大風力有10級（28米/秒）。清晨5時，中國中央氣象台將其降格為熱帶風暴。上午8時，日本氣象廳將其升格為強烈熱帶風暴。上午11時，中國中央氣象台再次將其升格為強熱帶風暴。下午2時，香港天文台和澳門氣象局將其升格為強烈熱帶風暴。
7月23日上午6時10分，中央水文氣象預報中心表示派比安已於越南廣寧省沿海登陸。上午7時，中國中央氣象台再次將其降格為熱帶風暴。上午8時，香港天文台和澳門氣象局將其降格為熱帶風暴。下午2時，香港天文台和澳門氣象局將其降格為熱帶低氣壓。晚上8時，日本氣象廳將其降格為熱帶低氣壓。同時，香港天文台將其降格為低壓區。
7月25日上午8時，日本氣象廳評定派比安已減弱消散，在天氣圖上移除該系統。

## 影響

### 菲律賓
雖然派比安影響菲律賓時仍然為熱帶擾動，但在派比安與西南季風共同影響下，仍造成8人死亡及2人受傷1人失蹤1156萬菲律賓披索（約23.4萬美元）的損失。

### 澳門
當地發出之最高熱帶氣旋信號： 一號風球
當地發出之最高風暴潮警告：藍色風暴潮警告
7月18日，地球物理氣象局表示一個位於菲律賓附近的低壓區會在未來幾天進入南海，並且預計該低壓區會發展成一個熱帶氣旋，而因菲律賓以東仍然有一個低壓區發展，有可能發生藤原效應，彼此相互影響，導致該低壓區的強度和路徑仍然有很大的不確定性。氣象局表示下週西南季風會增強，澳門會有持續的大雨，而因天文大潮的原因，低窪地區會因大雨和風暴潮共同影響下出現水浸。氣象局最後呼籲市民要留意天氣，提早準備應對措施。
7月20日上午7時30分，氣象局發出一號風球，當時“派比安”已進入澳門800公里範圍，又預計於22日在澳門西南方約300公里範圍外掠過，當時預計21日日間發出三號風球時間為中等；此外，由於近日正值天文大潮，內港沿岸地區將出現輕微水浸，因此於晚上8時發出藍色風暴潮警告。晚上11時，“派比安”位於澳門西南偏南約610公里，氣象局預計發出三號風球時間調整為21日下午至晚間。
7月21日中午，氣象局預計7月22日內港路面水浸高度為0.3米以下，另預計發出三號風球時間調整為當日晚間，隨後於下午5時表示將視乎“派比安”登陸前的路徑及強度變化，適時評估改發更高風球的可能性。晚上11時，氣象局表示“派比安”因採取西北偏北方向移動，加上環流較小兼與澳門會保持超過400公里距離並即將登陸，除非採取偏東路徑移動，否則22日發出三號風球的機會較低至中等。
7月22日，受派比安外圍雨帶影響，地球物理氣象局一度在上午8時25分發出黃色暴雨警告信號，到上午10時30分取消。晚上8時，地球物理氣象局宣佈取消所有熱帶氣旋信號。上午11時，氣象局取消所有風暴潮警告信號，隨著“派比安”進入北部灣並與澳門會保持超過500公里距離，並逐漸遠離，發出三號風球的機會為低，故此一號風球於當天維持，由預計因正值天文大潮，內港沿岸地區於23日上午仍會出現輕微水浸。下午5時，“派比安”位於澳門西南偏西580公里處，氣象局表示隨著“派比安”遠離並對澳門威脅已降低，考慮於未來數小時將考慮取消所有熱帶氣旋警告信號。晚上8時，氣象局取消所有熱帶氣旋警告信號。

### 香港
當地發出之最高熱帶氣旋警告信號： 一號戒備信號
香港天文台於7月19日上午10時40分表示，位於南海中南部的低壓區正逐漸增強，天文台會考慮在翌日下午至晚上發出一號信號。隨着派比安增強為熱帶低氣壓，天文台於7月20日晚上10時40分發出一號戒備信號，並預計一號信號會至少維持至翌日早上6時，並會視乎派比安與珠江口的距離、強度變化及本地風力的情況，在翌日日間評估是否需要改發更高的熱帶氣旋警告信號。天文台於7月21日凌晨4時40分表示，派比安雖與香港仍保持一定距離，但預料派比安會稍為增強，並在日間採取偏西北的路徑，一號信號會至少維持至當日下午5時。天文台其後於下午3時45分表示，一號信號至少維持至午夜12時，並會視乎強度變化和本地風力情况，評估是否需要改發更高的熱帶氣旋警告信號
。天文台於晚上8時45分表示，一號信號會至少維持至翌日中午12時，除非派比安進一步增強，否則改發更高熱帶氣旋警告信號機會甚低。天文台於7月22日凌晨1時45分表示，派比安已登陸海南島萬寧市。按照現時預測，派比安會在今早於本港西南500公里外掠過
。隨著派比安逐漸遠離香港，天文台於中午12時20分取消所有熱帶氣旋警告信號。

### 中國大陸
國家氣象中心發布之最高颱風預警信號： 颱風黃色預警信號

#### 廣東省

##### 湛江市
湛江市氣象台發布之最高颱風預警信號： 颱風黃色預警信號

##### 茂名市
茂名市氣象台發布之最高颱風預警信號： 颱風藍色預警信號

#### 廣西壯族自治區
廣西壯族自治區氣象台發布之最高颱風預警信號： 颱風黃色預警信號

#### 海南省
海南省氣象台發布之最高颱風預警信號： 颱風黃色預警信號
受惡劣天氣影響，部分列車改道或停運，三亞多家景區閉園。

## 熱帶氣旋警告使用紀錄

### 澳門
| 地球物理氣象局 熱帶氣旋信號 | 地球物理氣象局 熱帶氣旋信號 | 地球物理氣象局 熱帶氣旋信號 |
| --------------------------- | --------------------------- | --------------------------- |
| 上一熱帶氣旋                | 一號風球                    | 下一熱帶氣旋                |
| 熱帶風暴馬力斯              | 一號風球                    | 超強颱風摩羯                |

### 香港
| 香港天文台 熱帶氣旋警告信號 | 香港天文台 熱帶氣旋警告信號 | 香港天文台 熱帶氣旋警告信號 |
| --------------------------- | --------------------------- | --------------------------- |
| 上一熱帶氣旋                | 一號戒備信號                | 下一熱帶氣旋                |
| 熱帶風暴馬力斯              | 一號戒備信號                | 超強颱風摩羯                |

### 中國大陸
| 国家气象中心 颱風預警信號 | 国家气象中心 颱風預警信號 | 国家气象中心 颱風預警信號 |
| ------------------------- | ------------------------- | ------------------------- |
| 上一熱帶氣旋              | 颱風藍色預警信號          | 下一熱帶氣旋              |
| 熱帶風暴馬力斯            | 颱風藍色預警信號          | 超強颱風摩羯              |
| 超強颱風小犬              | 颱風黃色預警信號          | 颱風格美                  |

## 外部連結
| 太平洋颱風季             |
| 主題頁 - 專題 - 編輯指南 |

- （英文）颱風2000：各氣象部門對派比安的預測路徑集合 （页面存档备份，存于）
- （日語）日本氣象廳首頁 （页面存档备份，存于）
- （英文）聯合颱風警報中心首頁 （页面存档备份，存于）
- （简体中文）中國國家氣象中心首頁 （页面存档备份，存于）
- （繁體中文）臺灣中央氣象署首頁 （页面存档备份，存于）
- （繁體中文）香港天文台首頁 （页面存档备份，存于）
- （繁體中文）澳門地球物理氣象局首頁 （页面存档备份，存于）
- （英文）菲律賓大氣地球物理和天文管理局 惡劣天氣公告 （页面存档备份，存于）
- （泰文）泰國氣象局首頁 （页面存档备份，存于）